# Salzwiesen bei Rockenberg
Salzwiesen bei Rockenberg este o arie protejată (arie specială de conservare — SAC, sit de importanță comunitară — SCI) din Germania întinsă pe o suprafață de 11,05 ha, integral pe uscat.

## Localizare
Centrul sitului Salzwiesen bei Rockenberg este situat la coordonatele 50°25′54″N 8°43′47″E / 50.4317°N 8.7297°E.

## Înființare
Situl Salzwiesen bei Rockenberg a fost declarat sit de importanță comunitară în iunie 2000 pentru a proteja un număr necunoscut de specii din flora spontană și fauna sălbatică aflate în arealul zonei. Situl a fost protejat și ca arie specială de conservare în martie 2008.

## Biodiversitate
Situată în ecoregiunea continentală, aria protejată conține 2 habitate naturale: Pășuni continentale udate de apa mării, Păduri aluvionare cu Alnus glutinosa și Fraxinus excelsior (Alno-Padion, Alnion incanae, Salicion albae).
La baza desemnării sitului se află un număr nedeclarat de specii protejate.
Pe lângă speciile protejate, pe teritoriul sitului au mai fost identificate 5 specii de plante.